# Stamboom Sophia Dorothea van Württemberg (1759-1828)
Dit is de stamboom van Sophia Dorothea van Württemberg (1759-1828).
| Stamboom Sophia van Württemberg (1759-1828)                                                    | Stamboom Sophia van Württemberg (1759-1828)                                                      | Stamboom Sophia van Württemberg (1759-1828)                                                      | Stamboom Sophia van Württemberg (1759-1828)                                                      | Stamboom Sophia van Württemberg (1759-1828)                                                      | Stamboom Sophia van Württemberg (1759-1828) | Stamboom Sophia van Württemberg (1759-1828)                                                      | Stamboom Sophia van Württemberg (1759-1828)                                                      | Stamboom Sophia van Württemberg (1759-1828)                                                              | Stamboom Sophia van Württemberg (1759-1828) | Stamboom Sophia van Württemberg (1759-1828)                                                      |
| ---------------------------------------------------------------------------------------------- | ------------------------------------------------------------------------------------------------ | ------------------------------------------------------------------------------------------------ | ------------------------------------------------------------------------------------------------ | ------------------------------------------------------------------------------------------------ | --- | ------------------------------------------------------------------------------------------------ | ------------------------------------------------------------------------------------------------ | --- | --- | ------------------------------------------------------------------------------------------------ |
| Grootouders                                                                                    | Karel Alexander van Württemberg (1684-1737) x Maria Augusta van Thurn und Taxis (1706-1756)      | Karel Alexander van Württemberg (1684-1737) x Maria Augusta van Thurn und Taxis (1706-1756)      | Karel Alexander van Württemberg (1684-1737) x Maria Augusta van Thurn und Taxis (1706-1756)      | Karel Alexander van Württemberg (1684-1737) x Maria Augusta van Thurn und Taxis (1706-1756)      | Karel Alexander van Württemberg (1684-1737) x Maria Augusta van Thurn und Taxis (1706-1756)                                                                                           | ?                                                                                                | ?                                                                                                | ? | ? | ?                                                                                                |
| Ouders                                                                                         | Frederik II van Württemberg (1732-1797) x Frederika Dorothea van Brandenburg-Schwedt (1736-1798) | Frederik II van Württemberg (1732-1797) x Frederika Dorothea van Brandenburg-Schwedt (1736-1798) | Frederik II van Württemberg (1732-1797) x Frederika Dorothea van Brandenburg-Schwedt (1736-1798) | Frederik II van Württemberg (1732-1797) x Frederika Dorothea van Brandenburg-Schwedt (1736-1798) | Frederik II van Württemberg (1732-1797) x Frederika Dorothea van Brandenburg-Schwedt (1736-1798)                                                                                      | Frederik II van Württemberg (1732-1797) x Frederika Dorothea van Brandenburg-Schwedt (1736-1798) | Frederik II van Württemberg (1732-1797) x Frederika Dorothea van Brandenburg-Schwedt (1736-1798) | Frederik II van Württemberg (1732-1797) x Frederika Dorothea van Brandenburg-Schwedt (1736-1798)         | Frederik II van Württemberg (1732-1797) x Frederika Dorothea van Brandenburg-Schwedt (1736-1798)                                                  | Frederik II van Württemberg (1732-1797) x Frederika Dorothea van Brandenburg-Schwedt (1736-1798) |
| Sophia Dorothea van Württemberg (1759-1828) Maria Fjodorovna x 1776 Paul I Romanov (1754-1801) |                                                                                                  |                                                                                                  |                                                                                                  |                                                                                                  | |                                                                                                  |                                                                                                  | | |                                                                                                  |
| Kinderen                                                                                       | Alexander I (1777-1825) x 1793 Louise van Baden (1779-1826) Elizabeth Fjodorovna                 | Constantijn (1779-1831)                                                                          | Alexandra (1783-1801) x Jozef van Toscane                                                        | Helena (1784-1803) x 1799 Frederik Lodewijk van Mecklenburg-Schwerin (1778-1819)                 | Maria (1786-1859) x 1804 Karel Frederik van Saksen-Weimar-Eisenach (1783-1853) | Catharina (1788-1819) x 1816 Willem I van Württemberg (1781-1864)                                | Olga (1792-1795)                                                                                 | Anna (1795-1865) x 1816 Willem II van Oranje-Nassau (1792-1849)                                          | Nicolaas (1796-1855) x Charlotte van Pruisen (1798-1860)                                                                                          | Michael (1798-1849)                                                                              |
| Kleinkinderen                                                                                  | Maria (1799-1800) Elizabeth (1806-1808)                                                          | ?                                                                                                | ?                                                                                                | Paul Frederik (1800-1842) Marie Louise Frederika (1803-1862)                                     | Paul Alexander Karel Constantijn Frederik August (1805-1806) Marie Louise Alexandrina (1808-1877) Augusta Marie Louise Catharina (1811–1890) Karel Alexander August Johan (1818–1901) | Marie (1816-1887) Sophia (1818-1877)                                                             | -                                                                                                | Willem III (1817-1890) Alexander (1818-1848) Hendrik (1820-1879) Ernst Casimir (1822) Sophie (1824-1879) | Alexander II (1818-1881) Maria (1819-1876) Olga (1822-1892) Alexandra (1825-1844) Konstantin (1827-1892) Nikolai (1831-1891) Mikhail (1832 -1909) | ?                                                                                                |